# Rigarda
Rigarda (catalansk: Rigardà) er en by og kommune i departementet Pyrénées-Orientales i Sydfrankrig.

## Geografi
Rigarda ligger 37 km vest for Perpignan. Nærmeste byer er mod nord Vinça (5 km) og mod vest Joch (2 km).

## Demografi

### Udvikling i folketal
| 1962                                                              | 1968 | 1975 | 1982 | 1990 | 1999 | 2007 | 2013 | 2017 |
| ----------------------------------------------------------------- | ---- | ---- | ---- | ---- | ---- | ---- | ---- | ---- |
| 149                                                               | 137  | 135  | 144  | 164  | 219  | 320  | 632  | 641  |
| Tal fra og med 1962 er uden dobbelttælling (sans doubles comptes) |      |      |      |      |      |      |      |      |